# Anonychomyrma myrmex
Anonychomyrma myrmex é uma espécie de formiga do gênero Anonychomyrma.